# Ꝝ
Ꝝ, ꝝ – dodatkowa litera alfabetu łacińskiego używana w średniowieczu w języku łacińskim jako skrót od -rom lub -rum.
Ꝝ używano także jako skrótu lub symbolu od recipe („przepis”) i radix („korzeń”). Ten symbol był też wykorzystywany jako astronomiczny symbol Jowisza „♃” lub symbol cyny „🜩”.

## Kodowanie
| Znak                   | Ꝝ                                | Ꝝ                                | ꝝ                              | ꝝ                              |
| ---------------------- | -------------------------------- | -------------------------------- | ------------------------------ | ------------------------------ |
| Nazwa w Unikodzie      | Latin capital letter rum rotunda | Latin capital letter rum rotunda | Latin small letter rum rotunda | Latin small letter rum rotunda |
| Kodowanie              | dziesiątkowo                     | szesnastkowo                     | dziesiątkowo                   | szesnastkowo                   |
| Unicode                | 42844                            | U+A75C                           | 42845                          | U+A75D                         |
| UTF-8                  | 234 157 156                      | ea 9d 9c                         | 234 157 157                    | ea 9d 9d                       |
| Odwołania znakowe SGML | &#42844;                         | &#xA75C;                         | &#42845;                       | &#xA75D;                       |